# Gambara (Langobarden)
Gambara ist eine weibliche literarische Figur aus der Stammsage (Origo gentis) des  germanischen Volks der Langobarden. Nach der Origo Gentis Langobardorum und der Historia Langobardorum (I 3, 7, 8) des Paulus Diakonus wird Gambara als Mutter der mythischen dioskurischen Stammesanführer Ybor (Ibor) und Agio (Ajo) geschildert. In der Gesta Danorum (VII, 28) des  Saxo Grammaticus  erscheint Gambara in einer namentlichen Variante als Gambaruc und als Mutter von Aggo und Ebbo. Gambara rettet die Langobarden durch ihren Einsatz bei der Göttin Frea vor dem Angriff der den Wodan verehrenden Wandalen und erwirkte dadurch den Sieg ihrer Söhne.

## Überlieferung
Der langobardische Ursprung, noch unter dem Namen „Winniler“, erfolgte durch einen Losentscheid zur Bestimmung welcher Teil des Volkes aus dem skandinavisch-südschwedischen Stammland unter Führung von Ybor und Agio abwanderte. Diaconus gibt als Ursache den Topos einer durch Überbevölkerung entstehenden Zwangslage an (Historia Lang. I 1, 2).

„Igitur ea pars, cui dederat gentile solum excedere exteraque arva sectari, ordinatis super se duobus ducibus, Ibor scilicet et Aione, qui et germani erant et iuvenili aetate floridi et ceteris praestantoris ad exquirendas quas possint incolere terras sedesque statuere, valedicentes suis simul et patriae iter arripiunt.
 Horum erat ducum mater nomine Gambara, mulier quantum inter suos et ingenio acris et consiliis provida; de cuius in rebus dubiis prudentia non minimum confidebant“

„Der Teil also, den das Los getroffen hatte, aus der angestammten Heimat fortzuziehen  und in der Fremde Land zu suchen, gab sich zwei Anführer, Ibor und Agio. Sie waren Brüder, standen in der Blüte ihrer Jugend und waren vor allen anderen befähigt, Land, das für eine Ansiedlung in Frage kam, zu erkunden und Wohnsitze zu gründen. Dann verabschiedeten sie sich von ihren Angehörigen und ihrem Heimatland und machten sich auf den Weg.
 Die Mutter dieser Anführer hieß Gambara, eine nach den Verhältnissen ihrer Umgebung sehr gescheite Frau von wegweisenden Rat. Durch ihre Klugheit ließen sie sich in schwierigen Situationen maßgeblich leiten“

Die Langobarden/Winniler unter der festsituierten Führung von Ybor und Agio und der mitwirkenden Gambara, gelangten im weiteren Erzählkontext in die Konfliktsituation mit den Wandalen. Bei der Verortung des Geschehens trennt sich die Überlieferung. In der Origo Lang ist die Situation in Schonen (Scadanan) angesiedelt, hingegen bei Diaconus, in der Historia, bei dem in der Forschung ungeklärten Ort Scoringa.

„quod accedentes Wandali ad Godan victoriam de Winilis postulaverint, illeque responderit, se illis victoriam daturum quos primum oriente sole conspexisset.“

„die Wandalen seien vor Godan getreten und haben bei ihm um Sieg über die Winniler gefleht: er habe geantwortet, daß er denen den Sieg verleihen wolle, die er zuerst bei Sonnenaufgang erblicke.“

Gambara handelt nun umgehend und sucht göttliche Hilfe:

„tunc accessisse Gambaram ad Fream, uxorem Godan, et Winilis victoriam postulasse, Freamque consilium dedisse, ut Winilorum mulieres solutos crines erga faciem ad barbae similitudinem componerent maneque primo cum viris adessent seseque a Godan videndas pariter e regione, qua ille per fenestram orientem versus erat solitus aspicere, collocarent. atque ita factum fuisse. quas cum Godan oriente sole conspiceret, dixisse: ‚qui sunt isti longibarbi?‘. tunc Fream subiunxisse, ut quibus nomen tribuerat victoriam condonaret. sicque Winilis Godan victoriam concessisse.“

„Darauf sei Gambara vor Frea, Godans Gemahlin, getreten und habe bei ihr um Sieg für die Winniler gefleht. Frea habe den Rat erteilt, die Weiber der Winniler sollten ihr Haar wie ein Bart ins Gesicht hängen lassen, dann in aller Frühe mit ihren Männern auf dem Platze sein und sich zusammen da aufstellen, wo Godan sie sehen müssen, wenn er wie gewöhnlich aus dem Fenster gen Morgen schaue. Und so sei es auch geschehen. Als sie Godan bei Sonnenaufgang erblickte, habe er gefragt: ”Wer sind diese Langbärte?‛ Da sei Frea eingefallen, er solle denen den Sieg verleihen, welchen er jetzt selbst den Namen gegeben. Und so habe Godan den Winnilern den Sieg verliehen.“

Durch Gambaras Handeln und Wirken zur Umsetzung des göttlichen Rats, wurde nicht nur das Bestehen der Vinniler durch den Sieg gesichert, sondern auch die Identifikation gestiftet durch vom Geschehen abgeleiteten neuen Namen Langobarden. In der jüngsten Überlieferung der Historia aus dem 9. Jahrhundert, der sogenannten Historia Langobardorum Codicis Gothani wird Gambara (zu I, 3) als Seherin (Pythia, Sibylle) bezeichnet.

## Name und Interpretation
Zur Etymologie des Namens der Gambara werden in der Forschung unterschiedliche Thesen vertreten. Karl Hauck verband, Dag Strömbeck folgend, den Namen mit altnordisch gand-bera = Stabträgerin. Simek folgt Hauck mit Vorbehalt in der Etymologie. Wolfgang Haubrichs und andere stellen Gambara zu althochdeutsch gambar als Glosse zu lateinisch strennus = kraftvoll. Haubrichs hebt hervor, dass diese Form zuzüglich im Inventar langobardischer Toponyme (Ortsnamen) in Nord-Italien vorliegen.
Hauck interpretierte Gambara als Priesterin und irdische Repräsentantin der Frea und vermutet dadurch einen Bezug zu einer vormals wanischen der Vinniler. Simek stellt die etymologische Anbindung an gandbera, Stabträgerin als Funktionsnamen der Germanischen Seherinnen. Der Stab gilt als ein Attribut der Seherinnen wie bei der nordischen Völva aus der Eiríks saga rauða (Erikssaga). Rudolf Simek merkt jedoch vorbehaltlich an, dass von Gambara  – außer Strömbecks und Haucks Etymologie und dem Texteinschub aus der Historia Langobardorum Codicis Gothani – keine Tätigkeiten als Seherin beschrieben sind.